# George Washington (nhà phát minh)

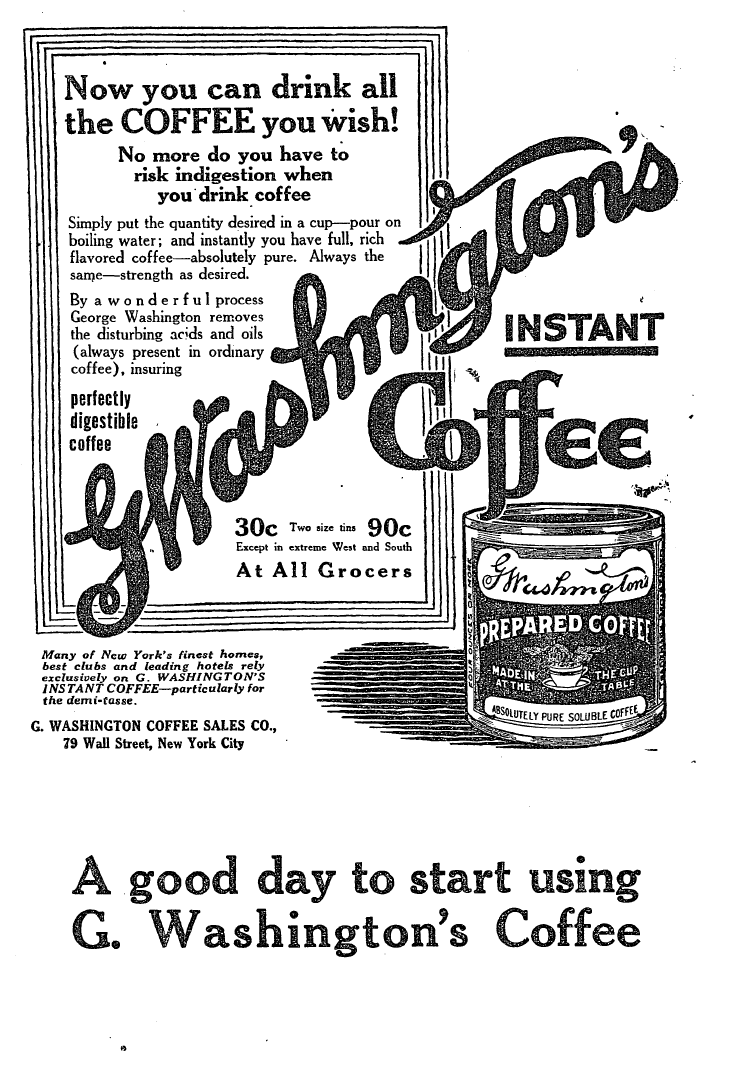
Một quảng cáo cà phê của Washington trước Chiến tranh thế giới thứ nhất. Quảng cáo trên The New York Times, 23 tháng 2 năm 1914.

George Constant Louis Washington[I] (tháng 5 năm 1871 – 29 tháng 3 năm 1946) là một nhà phát minh người Mỹ, một doanh nhân người lai Anh gốc Bỉ. Phát minh đáng nhớ nhất của ông là tìm ra cách chế biến cà phê uống liền và việc sáng lập ra công ty sản xuất mặt hàng này, mang tên Công ty cà phê G. Washington (tiếng Anh: G. Washington Coffee Company).
Sau khi di cư từ Bỉ, ông dừng lại ở vùng đất New York vào năm 1897 và tự học một số lĩnh vực công nghệ trước khi trước khi chuyển sang sản xuất cà phê uống liền trong chuyến đi ngắn ngày ở Trung Mỹ vào năm 1906 hoặc 1907. Ông bắt đầu bán cà phê vào năm 1909 và thành lập công ty sản xuất vào năm 1910. Có trụ sở ở New York và New Jersey, công ty của ông rất thành công và trở thành một nguồn cung cấp quan trọng cho quân đội trong thời kỳ Thế chiến I. Các sản phẩm của công ty cũng được quảng cáo trên các tờ báo của New York và trên đài radio. Thành công của công ty đã làm cho Washington trở nên giàu có, ông đã sống ở một khu nhà cao cấp tại Brooklyn và chuyển đến quốc gia khác làm bất động sản ở New Jersey vào năm 1927. Cùng năm đó, ông đã thua trong một vụ tranh cãi với tổng cục Thuế. Washington đã kết hôn và có ba người con.
Công ty của Washington được bán lại cho American Home Products vào năm 1943, không lâu trước khi ông mất. Mặc dù nhãn hiệu cà phê đã ngừng hoạt động vào năm 1961, tên của Washington vẫn được sử dụng cho đến ngày nay trong sản phẩm G. Washington's Seasoning & Broth.

## Cuộc sống và gia đình
George Washington sinh ra tại Kortrijk, Bỉ,[II] vào tháng 5 năm 1871 có cha là người Anh và mẹ là người Bỉ. Theo luật quốc tịch lúc đó rằng gia đình theo chế độ phụ hệ, Washington là người Anh cho đến khi ông được nhập tịch người Mỹ vào tháng 5 năm 1918. Đã có ít nhất sáu anh chị em ruột trong gia đình đã có quốc tịch ổn định tại Hoa Kỳ và Trung Mỹ. Một số ý kiến cho rằng ông có mối quan hệ với tổng thống Mỹ George Washington, nhưng chưa có một lời giải thích rõ ràng.
Washington đến cư ngụ tại Brussels, và cũng thi lấy bằng chuyên ngành hóa học tại Đại học Bonn ở Đức. Vào tháng 12 năm 1895, Washington kết hôn với Angeline Céline Virginie (ở Mỹ bà thường tự gọi mình là "Lina") Van Nieuwenhuyse (sinh 1876), cũng là người gốc Bỉ. Điều tra dân số tại Mỹ năm 1900 ghi nhận rằng Lina, như chồng bà, có cùng dòng máu Anh và Bỉ (Cha người Bỉ và mẹ người Anh). Gia đình Washington chuyển đến ở tại Hoa Kỳ trên một con tàu ở Antwerp, Bỉ, vào ngày 6 tháng 10, 1896 được ghi nhận tại đảo Ellis, mặc dù điều tra dân số tại Mỹ nói rằng họ nhập cư vào năm 1897. Họ dừng chân tại vùng đất New York, nơi mà họ sinh ba đứa trẻ. Ba đứa trẻ nhà Washington là: Louisa Washington (sinh tháng 5 năm 1897), Irene Washington (sinh tháng 5 năm 1898) và George Washington Jr. (sinh tháng 8 năm 1899).
Sau khi chuyển đến New York, Washington thành lập một công ty sản xuất dầu lửa và khí đốt. Trong thời gian này họ sống tại New Brighton trên đảo Staten, nhưng công ty của ông, George Washington Lighting Company, có trụ sở bên cạnh Jersey City. Công việc kinh doanh đã bị bỏ bê bởi sự xuất hiện của công nghệ bóng đèn chiếu sáng. Washington cũng từng có một công ty máy ảnh. Trong thời gian điều tra dân số năm 1900, Washington, được ghi nhận là một nhà phát minh, khi đó 29 tuổi và đang sống trong khu nhà thuê tại Brooklyn với cô vợ 23 tuổi, ba con nhỏ, cùng em gái (25 tuổi), 3 người ở, và một đứa con nhỏ của vợ chồng người ở.
Washington cũng đã thử chăn nuôi bò ở Guatemala năm 1906 hay 1907, nhưng trong lúc đó ông phát triển phương pháp sản xuất cà phê uống liền. Washington quay trở lại New York City sau khoảng một năm sống ở Guatemala, và bắt đầu công việc của ông trong việc chế biến cà phê uống liền.

## Đời sống cá nhân
Sau khi việc kinh doanh cà phê uống liền của ông được hình thành vào năm 1910, Washington sống tại Brooklyn ở nhà số 47 Prospect Park West, cùng với ngôi nhà thứ hai ở 287 South Country Road tại Bellport, Suffolk County.[IV] Washington bán cả hai căn hộ của ông vào các năm 1926 – 1927 (với giá hơn 1 triệu đô la Mỹ) cho một nhóm người đàn ông giàu có ở Brooklyn với mục đích thành lập một câu lạc bộ thân hữu (social club). Với việc chuyển công ty đến địa điểm mới ở New Jersey, tiếp tới là mua một vùng đất ở đây vào năm 1927, ông chuyển tới chỗ ở mới trước đây của Thống đốc Franklin Murphy tại "Cánh đồng Franklin" ở Mendham.
Washington là người yêu thích những loài động vật lạ, cũng như công việc làm vườn. Ông nhận nuôi một đàn thú xiếc tại nơi ông sống, lần đầu ở Bellport, và sau này ở Mendham. Trên đảo Long, đã có người thường xuyên nhìn thấy con khỉ hoặc con chim đùa nghịch trên vai ông. Ngoài thú xiếc ra, Washington đặc biệt thích các loài chim quý hiếm, nhưng các động vật khác như hươu, cừu, dê, và linh dương cũng xuất hiện ở Bellport, lạc đà không bướu và ngựa vằn cũng thấy trong các trại nuôi lớn tại Mendham. Ngoài xã hội, ông là một thành viên tích cực của Câu lạc bộ Lotos, một câu lạc bộ văn học dành cho những người đàn ông thượng lưu ở New York City.
Tên của Washington đã nằm trong danh sách đề cử chủ tịch Mỹ năm 1920 ở Nam Dakota cho "đảng Mỹ", dù đơn của ông đã quá muộn để được đề cử. Dù không có một chỉ định nào, nhưng cuộc bầu cử đã diễn ra nghiêm túc. George Washington sẽ không bao giờ hội đủ điều kiện cho chức vụ này, trong bất kỳ trường hợp nào, vì ông đã sinh ra ở nước ngoài. [III]
Kia là ông bạn của tôi. Ông đã vượt qua chúng tôi. Ông có một thùng tiền — đủ để tham gia trong một chiến dịch rầm rộ. Tại sao, mọi người hẳn phải nhớ, ông vừa mua một khu nhà lớn có giá $100,000 từ Albert Feltman ở Prospect Park West. Ông đã học được rất nhiều điều về chính trị bằng cách kết bạn với Senator Calder và George Hamlin Childs. Và khi bạn nghĩ về nó, rằng những thứ vất đi của Đảng Mỹ trở nên tốt trong những năm gần đây, rằng điều gì đã xảy ra với Bolsheviki và Chính quyền hậu Đỏ hay một dãy Hội Quốc Liên, và mọi thứ kia. Chúng tôi chắc chắn đã nhìn thấy thứ gì đó.— Một chính trị gia Brooklyn (giấu tên), The New York Times, 4 tháng 1 năm 1920

## Phát minh và kinh doanh

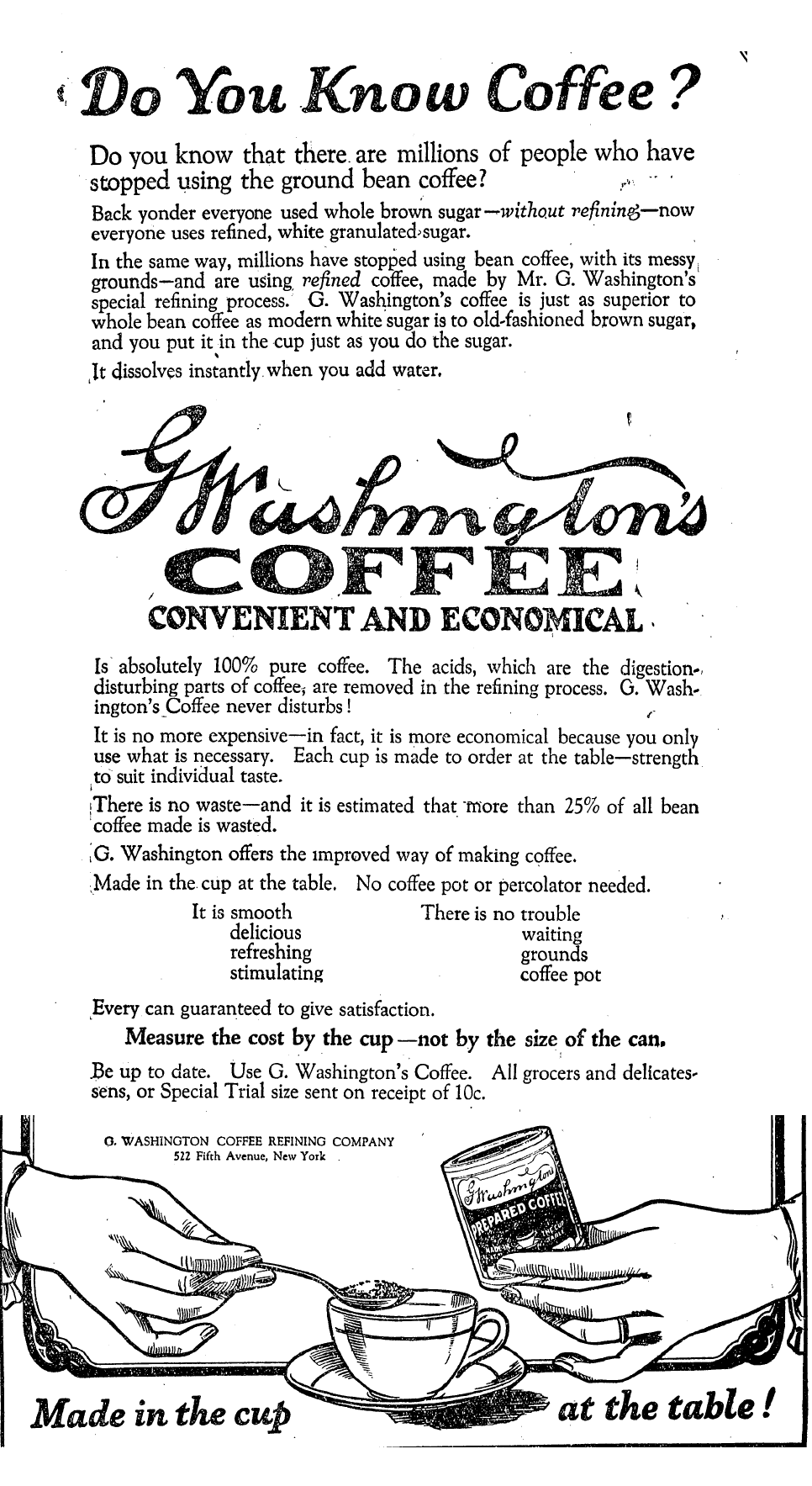
Quảng cáo này so sánh cà phê uống liền với cà phê lọc đường. Quảng cáo trên The New York Times, 2 tháng 1 năm 1922.

George Washington giữ trong tay hơn hai tá bằng sáng chế, trong cách lĩnh vực dầu lửa, máy ảnh và chế biến thực phẩm. Ông không phải là người đầu tiên sáng chế ra quá trình sản xuất cà phê uống liền, như thành quả của Satori Kato trước đó, nhưng phát minh của Washington là sự cố gắng đầu tiên hướng tới sản xuất thương mại. Có một số giả thiết cho rằng ông nảy sinh ý tưởng sản xuất cà phê uống liền khi thấy bột đọng lại trên mép của cái bình cà phê. Federico Lehnhoff Wyld, một người Đức gốc Guatemala, cũng phát triển dây chuyển sản xuất cà phê uống liền trong khoảng thời gian này, mà sau này ông đem ra tiếp thị ở châu Âu; cũng như Wyld từng là bác sĩ riêng của Washington, nên có một số ý kiến cho rằng phát minh này không phải là độc lập.
Sản phẩm của Washington lần đầu được quảng cáo dưới cái tên Red E Coffee (một cách chơi chữ theo từ "sẵn sàng") vào năm 1909, và Công ty cà phê lọc G. Washington được thành lập vào năm 1910. Xưởng sản xuất của Washington lần đầu được đặt ở phố 147 nhà số 4 tại khu công nghiệp phức tạp đầu cuối Bush ở Brooklyn.Công ty sau này chuyển đến New Jersey, mua lại mảnh đất 45 East Hanover Avenue ở Morris Plains vào năm 1927.[IV]
Quảng cáo cho các sản phẩm của công ty thường nhấn mạnh đến tính tiện dụng, hiện đại và tinh khiết. Công ty cho rằng sản phẩm sẽ tốt hơn cho hệ tiêu hóa, mặc dù cà phê "tinh khiết" không gây hiện tượng mất ngủ như cà phê hạt (một hiệu ứng khác có trong thành phần caffeine, xuất hiện ở cả hai loại). Sau khi Thế chiến I kết thúc, quân lực Hoa Kỳ sử dụng cà phê như một điểm buôn bán khác. Một cách quảng cáo mang lại thành công lớn cho công ty khác là tài trợ cho chuỗi chương trình phát thanh "Sherlock Holmes" của đài NBC và Blue Network từ năm 1930 cho đến 1935.
Nhưng vào những năm đầu cà phê uống liền thường bị chỉ trích về chất lượng, hay mùi vị khó chấp nhận, và một số nhược điểm khác hơn là tính mới lạ của nó.
Washington cũng là con người từng trải trong một số vấn đề về thuế má với Chính phủ liên bang, về việc xác định mối quan hệ tài sản giữa ông và công ty. Vào tháng 11 năm 1918, ông ký hợp đồng với công ty trong việc bàn giao bí mật công nghệ trong sản xuất cà phê, và một tháng sau đó đã đặt cược bốn đến năm lần trực tiếp với gia đình công ty. Gia đình Washington kiên quyết rằng thuế không cần phải đóng cho các thành viên trong gia đình, vụ việc đã được đưa lên Hội đồng Quản trị Thuế, và sau đó là Tòa án Liên bang Hoa Kỳ, đã chống lại Washington bởi quyết định hai-đến-một vào năm 1927. Một đơn kiện được đệ lên tòa án tối cao đã không được chấp nhận.
Con trai của Washington, George Washington Jr., đã từng làm thủ quỹ một thời gian cho công ty của cha mình, và cũng như ông ấy, cũng học đòi phát minh, một phát minh được sử dụng rộng rãi là sử dụng bản kẽm trong xuất bản báo chí được giới thiệu tại Công ty máy ảnh và nhạc cụ Fairchild năm 1948.

## Hợp đồng cung cấp cho quân đội

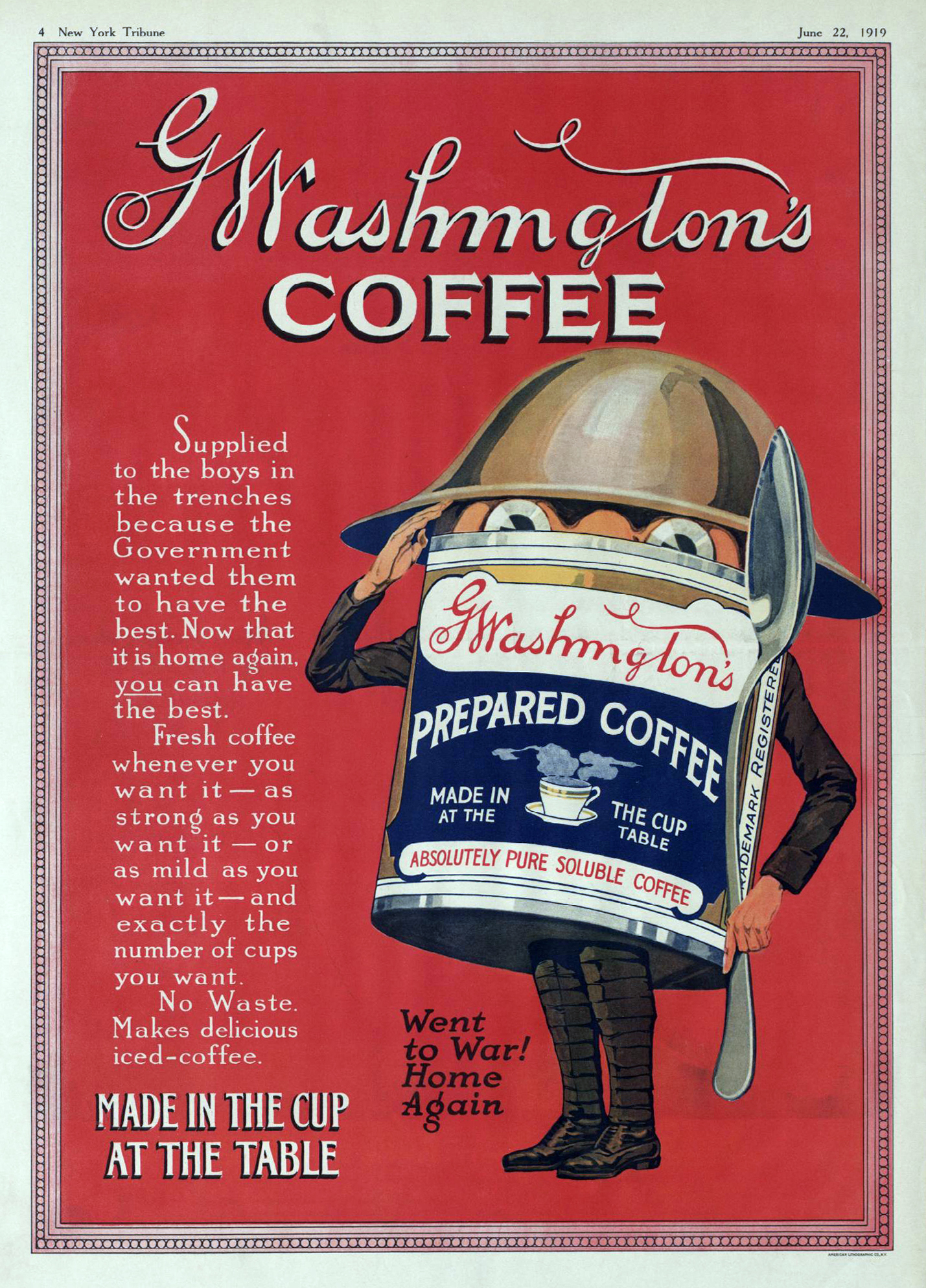
Sau Thế chiến I, cà phê tiếp tục quay trở lại thị trường kinh doanh với khẩu hiệu: Went to War! Home Again. Quảng cáo trên New York Tribune, 22 tháng 6 năm 1919.

Sản phẩm cà phê độc nhất của Washington lúc đó đa phần được sử dụng như một loại quân lương trong Thế chiến I. Cà phê sử dụng trên chiến trường được coi là có giá trị kể từ khi thực phẩm này làm cho các binh lính đánh nhau hăng hơn. E.F. Holbrook, người phụ trách quản lý cà phê lúc đó của Cục Chiến tranh Liên bang Hoa Kỳ, cũng cho rằng cà phê uống liền góp phần quan trọng trong việc hồi sức khi bị bỏng khí mù tạt. Cà phê từng được quân viễn chinh Canada sử dụng từ năm 1914 cho đến khi quân viễn chinh Hoa Kỳ nhập trận vào năm 1917, và mọi sản phẩm sau này chuyển hết sang cho phía quân lực Mỹ. Một nhà máy mới, nhỏ hơn cũng được xây dựng để đáp ứng nhu cầu lớn của quân đội, trong giai đoạn cuối của cuộc chiến.
Cà phê uống liền đã trở nên phổ biến với các binh lính, thường được gọi vui là "cái cốc của George". Điều quan trọng làm nên sản phẩm là vì có caffein, hơn là hương vị..
| “                                             | Tôi thấy rất hạnh phúc cho dù còn có chuột, mưa dông, bùn đất, hay bị gió lùa, tiếng pháo nổ và tiếng va đập. Chỉ mất có một phút để đun nóng dầu lửa lên và thưởng thức cà phê George Washington... Mỗi tối tôi đều thỉnh cầu một thứ đặc biệt cho sức khỏe của mình và sự nổi tiếng của ngài Washington. | ” |
| — Lính Mỹ, bức thư năm 1918 gửi từ hầm trú ẩn | |   |

Lính Mỹ bị thương trong Thế chiến I được cấp một gói nặng 7g, được đóng gói cho mỗi người cùng với các loại thực phẩm khác. Cà phê uống liền cũng được tận dụng để dự trữ khẩu phần và trong hầm chiến đấu. Trong Thế chiến II, quân lực Hoa Kỳ một lần nữa lại cần phụ thuộc vào sản phẩm của Washington, nhưng vào thời điểm này đã có một số công ty sản xuất cà phê uống liền khác xuất hiện, mà nổi bật nhất là Nescafé, cũng như một số công ty khác ra đời nhằm phục vụ đáp ứng các đòi hỏi trong quân đội.

## Số phận của con người và công ty
G. Washington Coffee Refining Company được American Home Products mua lại vào năm 1943, và George Washington nghỉ hưu. Sự kiện bán đi công ty, phần lớn do gia đình đảm trách, được quy ra 29,860 cổ phiếu (xấp xỉ. $1.7 triệu) trong cổ phần của American Home Products, trong thời điểm mà sức mua của American Home Products là lớn nhất, mua lại 34 công ty trong tám năm. Clarence Mark, tổng giám đốc G. Washington, kế nhiệm Washington sau khi công ty sáp nhập.
Trong những năm cuối đời, Washington bán số tài sản "Franklin Farms", và sống trong một căn hộ trên đường New Vernon ở Mendham. Ông mất sau khi bán công ty ba năm, vào ngày 29 tháng 3 năm 1946, sau một cơn bệnh, hưởng dương 74 tuổi. Ông được chôn cất ba ngày sau đó.
Nhãn hiệu cà phê G. Washington ngừng hoạt động vào năm 1961, khi vùng đất trồng của Washington ở New Jersey bán lại cho Tenco, một phần của Công ty Coca-Cola. Thứ cuối cùng còn lại của thương hiệu là G. Washington's Seasoning & Broth, một sản phẩm phụ phát triển vào năm 1938. Thương hiệu này bán lại cho American Home Products vào năm 2000, và sau nhiều cuộc mua bán trao đổi trung gian, đã dừng chân tại Homestat Farm, Ltd. từ năm 2001.

## Bằng sáng chế
- Bằng sáng chế Hoa Kỳ số 576.523
- Bằng sáng chế Hoa Kỳ số 576.524
- Bằng sáng chế Hoa Kỳ số 584.569
- Bằng sáng chế Hoa Kỳ số 589.051
- Bằng sáng chế Hoa Kỳ số 593.257
- Bằng sáng chế Hoa Kỳ số 607.974
- Bằng sáng chế Hoa Kỳ số 619.059
- Bằng sáng chế Hoa Kỳ số 706.504
- Bằng sáng chế Hoa Kỳ số 706.505
- Bằng sáng chế Hoa Kỳ số 730.498
- Bằng sáng chế Hoa Kỳ số 745.698
- Bằng sáng chế Hoa Kỳ số 760.670
- Bằng sáng chế Hoa Kỳ số 760.671
- Bằng sáng chế Hoa Kỳ số 760.672
- Bằng sáng chế Hoa Kỳ số 770.135
- Bằng sáng chế Hoa Kỳ số 770.836
- Bằng sáng chế Hoa Kỳ số 777.871
- Bằng sáng chế Hoa Kỳ số 778.518
- Bằng sáng chế Hoa Kỳ số 781.317
- Bằng sáng chế Hoa Kỳ số 1.504.459
- Bằng sáng chế Hoa Kỳ số 1.512.730
- Bằng sáng chế Hoa Kỳ số 1.512.731
- Bằng sáng chế Hoa Kỳ số 1.631.298
- Bằng sáng chế Hoa Kỳ số 1.631.299
- Bằng sáng chế Hoa Kỳ số 1.631.302
- Bằng sáng chế Hoa Kỳ số 1.631.303